# Esther Muzurrieta
Esther Muzurrieta Díaz de Nieva (Junín, 25 de noviembre de 1928 - Lima, 14 de noviembre del 2013) fue una política peruana. Fue elegida como diputada por el departamento de Junín, siendo en las elecciones del año 1980 como miembro del partido político Acción Popular.

## Biografía
Esther Muzurrieta nació en la ciudad de Junín, 25 de noviembre de 1928. Fue hija de Ignacio Muzurrieta Muzurrieta y de Herminia Díaz Vila, siendo la cuarta de 5 hermanos.
Fue militante de Acción Popular, partido político fundado por el arquitecto y expresidente Fernando Belaúnde Terry.
En el año 1980, Esther Muzurrieta fue elegida como  diputada por el departamento de Junín por Acción Popular para el periodo parlamentario 1980-1985. Muzurrieta fue una de las primeras mujeres en ser elegidas como diputadas del Perú.
En el lapso legislativo 1984-1985, Muzurrieta fue elegida como prosecretaria de la Mesa Directiva de la Cámara de Diputados presidida por Dagoberto Láinez.

## Fallecimiento
El 14 de noviembre del 2013, Esther Muzurrieta falleció a los 84 en la ciudad de Lima. La noticia fue anunciada por Mesías Guevara, congresista de Acción Popular, quien pidió al Congreso de la República un minuto de silencio en su honra. Sus restos fueron enterrados en el Cementerio de Huachipa.